# Thomas Bohn (Regisseur)

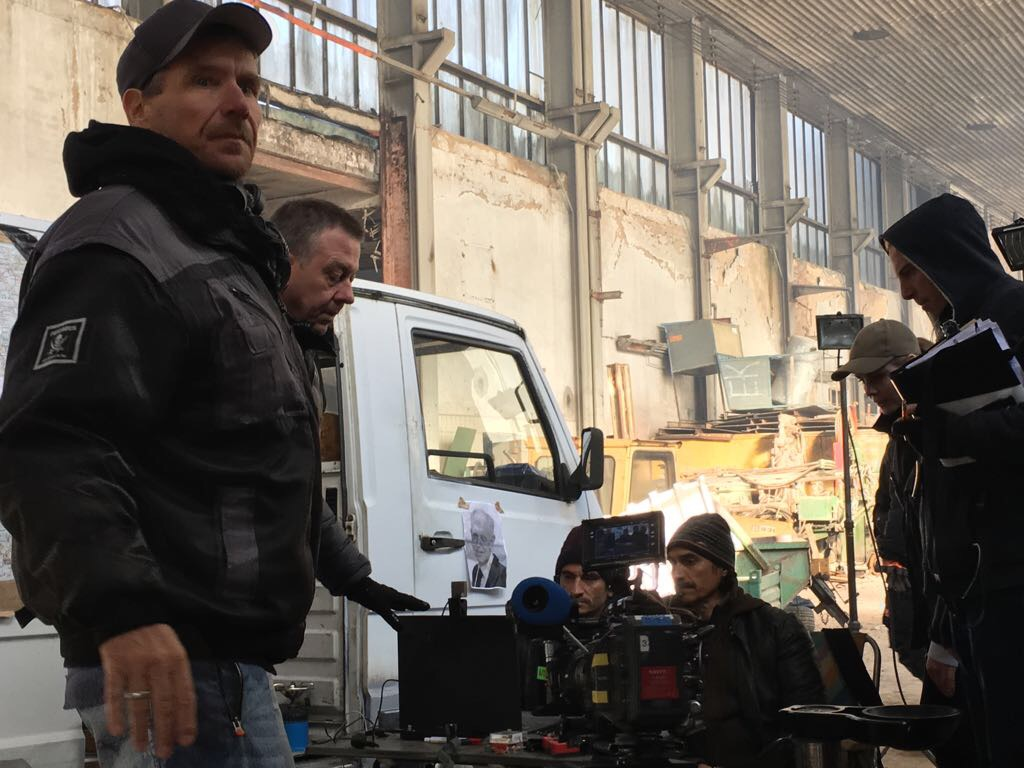
Thomas Bohn (links) beim Dreh des Tatorts Vom Himmel hoch in Karlsruhe (2018)

Thomas „Tom“ Bohn (* 1959 in Wuppertal) ist ein deutscher Fernseh- und Filmregisseur, Drehbuchautor sowie Festivalveranstalter.

## Leben
Bohn machte 1982 eine Hospitanz als Fernsehjournalist im ZDF-Studio in Washington sowie Recherchen für das Auslandsjournal, Heute und Bilder aus Amerika. Ab 1983 arbeitete er als Fernsehjournalist beim Bayerischen Rundfunk in München mit eigenen Beiträgen für die Rundschau, die Tagesschau und die Tagesthemen.
Als Werbefilmer erhielt er von 1985 bis 1993 zwei Goldene und zwei Silberne Lions auf dem Cannes Lions International Advertising Festival, dem weltweit größten Festival für Werbefilme.
Seit 1993 führt Thomas Bohn auch bei Fernsehfilmen Regie und schreibt Drehbücher, hauptsächlich für die ARD, so für sieben Tatort-Folgen aus der „Lena-Odenthal“-Reihe,  sieben für Robert Atzorn alias „Kommissar Casstorff“ und zwei Stahlnetz-Folgen.
Bohn ist für Buch und Regie im Action-Thriller Straight Shooter (1999) verantwortlich, realisierte 2005 für den SWR in Baden-Baden den Politthriller Das Kommando mit Iris Berben und Robert Atzorn und drehte 2006 das kontrovers diskutierte Fernsehspiel  Eine Frage des Gewissens mit Christian Berkel in der Hauptrolle, das sich mit Folterandrohung im Polizeidienst beispielhaft angelehnt am Daschner-Prozess
beschäftigt.
Seinen Kinofilm Reality XL, einen Mystery-Thriller mit Heiner Lauterbach, realisierte Bohn 2011 ohne Fördermittel und ohne Unterstützung durch Fernsehsender. Anfang 2012 brachte er ihn ohne Verleih ins Kino. Drei Jahre später realisierte er mit Beate Maes und Diego Wallraff in den Hauptrollen die schwarze Indie-Komödie Black Wedding, die zahlreiche Preise auf internationalen Independent-Filmfestivals gewann.
Im Januar 2015 initiierte Bohn zusammen mit dem Schauspieler Heiner Lauterbach das Snowdance Independent Film Festival in Landsberg am Lech, das seitdem Independent-Filmemachern aus aller Welt ein Forum für ihre Arbeit gibt. 2018 wurde Bohn dort Festivaldirektor.
Ab Mai 2020 war Bohn für die FDP, der er von 2020 bis 2022 angehörte, als deren einziger Vertreter Mitglied des Stadtrats von Landsberg am Lech. Im Januar 2022 legte er sein Mandat im Stadtrat Landsberg am Lech nieder, da sich sein Arbeitsschwerpunkt nach Berlin verlagert hat.
Für die kontrovers diskutierte Aktion #allesdichtmachen während der COVID-19-Pandemie im Jahr 2021 war Bohn nach eigenen Angaben im Vorfeld an der Vermittlung von Schauspielern beteiligt.
Bohn ist Autor bei Die Welt.

## Filmografie
- 1985: Viva, das Schrillste aus der Kurzfilmszene
- 1993: Magic Müller
- 1995: Tatort: Die Kampagne
- 1996: Die Aktion
- 1997: Tatort: Tod im All
- 1997: Tatort: Nahkampf
- 1997: Der kleine Unterschied
- 1998: Kein Mann für eine Nacht
- 1999: Straight Shooter
- 1999: Stahlnetz: Die Zeugin
- 1999: Stahlnetz: Der Spanner
- 2000: Tatort: Kalte Herzen
- 2001: Ein Zwilling zuviel
- 2001: Tatort: Der Präsident
- 2001: Tatort: Exil!
- 2001: Tatort: Hasard!
- 2002: Tatort: Der Passagier
- 2002: Tatort: Undercover
- 2003: Polizeiruf 110: Die Schlacht
- 2003: Tatort: Harte Hunde
- 2004: Tatort: Todes-Bande
- 2004: Das Kommando
- 2006: Tatort: Feuerkämpfer
- 2006: Eine Frage des Gewissens
- 2007: Tatort: Liebeshunger
- 2008: Tatort: Und Tschüss
- 2011: Tatort: Das schwarze Haus
- 2012: Reality XL
- 2013: Tatort: Kalter Engel
- 2014: Frauchen und die Deiwelsmilch
- 2015: Black Wedding
- 2018: Tatort: Vom Himmel hoch
- 2019: Tatort: Maleficius
- 2020: Tatort: Unter Wölfen
- 2021: Tatort: Hetzjagd

## Auszeichnungen
- Goldener Löwe, Cannes Lions International Advertising Festival, (1986, 1989)
- Silberner Löwe, Cannes Lions International Advertising Festival (1987, 1988)
- Clio Award Finalist, New York (1989)
- Nominierung für den Adolf-Grimme-Preis für Magic Müller (1994)
- Nominierung für den Adolf-Grimme-Preis für Die Kampagne (1995)
- Nominierung für den Adolf-Grimme-Preis 1997 für Tatort – Tod im All
- Goldener Gong für Tatort – Kalte Herzen (2000)
- Best Comedy Award, Sydney Independent Film Festival für Black Wedding (2015)[7]
- Nominierung für den Elinor Holland Kunstpreis (2017)[8]